# ジーン・ロックレア
ジーン・ロックレア（Gene Locklear, 1949年7月19日 - ）は、アメリカ合衆国ノースカロライナ州ランバートン出身の元プロ野球選手（外野手）。

## 来歴・人物
スー族の両親のもとに生まれる。両親は農業を営んでおり、ロックレアも子どもの頃は手伝いに励んだ。子どもの頃から、野球と絵画に優れ、6,7歳の頃には将来もずっと続けていこうと思っていたという。
1969年シンシナティ・レッズに入団。1973年メジャーリーグに昇格するが、シーズン途中でサンディエゴ・パドレスに移籍。1975年には外野の準レギュラー格として100試合に出場し、打率.321の好成績を残す。この頃、既にロックレアはプロの画家で、故郷のノースカロライナ州ペンブロックで何度も個展を開いており、作品は1枚200-1500ドルで売れていた。この年、野球と芸術の両方の業績を評価されて、大統領のジェラルド・R・フォードからホワイトハウスへ個人的な招待を受ける。この際に、絵画の寄贈を依頼されたことから、ロックレアはカリフォルニアの農場風景を描いた作品を新たに製作し、この作品はホワイトハウスに飾られた。翌1976年シーズン途中でニューヨーク・ヤンキースに移籍し、1977年までメジャーでプレーした。
1978年日本ハムファイターズに入団。開幕直前の3月29日に来日したため、開幕6試合目の4月7日阪急ブレーブス戦から出場する。大砲との触れ込みだったが、なかなか本塁打が出ず、初本塁打は開幕から15試合目となる4月23日対近鉄バファローズ戦で、太田幸司からの満塁本塁打だった。4月末迄は打率.284とそこそこの成績を残すが、5月に入ると打撃不振に陥り、6月には一時二軍に降格するなど、前期は打率.234、2本塁打と全く期待外れの成績だった。後期はやや成績が改善するも、シーズンでは打率.240、8本塁打に終わり、この年限りで引退した。日本ハム時代は自身の希望でホテルパシフィック東京に居住し、時間があれば部屋で絵を描いていた。来日から2週間で「王貞治七百五十六号の瞬間」を描き上げて、500ドルで売りたい、とマスコミに公開する。しかし、当時打撃不振に喘いでいたため、副業に精を出している場合ではない、との批判を受けた。ロックレアは野球選手と画家の両立を志向したが、野球に集中することを望んだ球団フロントや監督の大沢啓二とは、うまくかみ合わなかったという。日本滞在中にも30点ほどの作品を作っている。
野球選手引退後は画家に専念する。1988年と1993年にスーパーボウルの開催地に因んだ作品を提供する「スーパーボウル・アーティスト」に選出されている。

## 画風
絵画作品のテーマは、スポーツ、農場風景、ネイティブ・アメリカン（インディアン）、の3つ。スポーツに関する作品はロックレアの名を有名にし、特に野球の作品は歴代の名選手からの評価が高かった。ロックレアの作品を30点余り所有していたピート・ローズを始め、スティーブ・ガービーやトニー・ペレスらを描いたほか、1993年には本人の依頼を受けてテッド・ウイリアムスの絵も描いている。NPBでプレーした選手としては、ジャック・ハウエルと親しく、彼を描いた作品もある。野球以外では、NFLの選手を多く描いたほか、マイケル・ジョーダンらNBAの選手の作品も手掛けた。
農場風景を描くのは両親が農業を営んでいたため、ネイティブ・アメリカンを描くのは自身がネイティブのスー族に出自を持つためであった。ネイティブについては、昔の生活や顔のアップを題材とした。

## 人物
NPBでプレーするために来日したが、同じ人間が暮らしていると思い、日本での生活に対して不安はなかった。画家そしてネイティブ・アメリカンの目で見た日本は非常に興味深い国だったという。日本のことを非常に芸術的な国と感じ、滞在中は多くの場所へ、特に神社へよく訪れた。

## 詳細情報

### 年度別打撃成績
| 年 度    | 球 団    | 試 合 | 打 席 | 打 数 | 得 点 | 安 打 | 二 塁 打 | 三 塁 打 | 本 塁 打 | 塁 打 | 打 点 | 盗 塁 | 盗 塁 死 | 犠 打 | 犠 飛 | 四 球 | 敬 遠 | 死 球 | 三 振 | 併 殺 打 | 打 率 | 出 塁 率 | 長 打 率 | O P S |
| -------- | -------- | ----- | ----- | ----- | ----- | ----- | -------- | -------- | -------- | ----- | ----- | ----- | -------- | ----- | ----- | ----- | ----- | ----- | ----- | -------- | ----- | -------- | -------- | ----- |
| 1973     | CIN      | 29    | 29    | 26    | 6     | 5     | 0        | 0        | 0        | 5     | 0     | 0     | 0        | 0     | 0     | 2     | 0     | 1     | 5     | 3        | .192  | .276     | .192     | .468  |
| 1973     | SDP      | 67    | 177   | 154   | 20    | 37    | 6        | 1        | 5        | 54    | 25    | 9     | 4        | 1     | 1     | 21    | 1     | 0     | 22    | 2        | .240  | .330     | .351     | .680  |
| '73計    | SDP      | 96    | 206   | 180   | 26    | 42    | 6        | 1        | 3        | 59    | 25    | 9     | 4        | 1     | 1     | 23    | 1     | 1     | 27    | 5        | .233  | .322     | .328     | .650  |
| 1974     | SDP      | 39    | 79    | 74    | 7     | 20    | 3        | 2        | 1        | 30    | 3     | 0     | 1        | 1     | 0     | 4     | 0     | 0     | 12    | 0        | .270  | .308     | .405     | .713  |
| 1975     | SDP      | 100   | 263   | 237   | 31    | 76    | 11       | 1        | 5        | 104   | 27    | 4     | 2        | 1     | 2     | 22    | 4     | 1     | 26    | 4        | .321  | .378     | .439     | .817  |
| 1976     | SDP      | 43    | 74    | 67    | 9     | 15    | 3        | 0        | 0        | 18    | 8     | 0     | 0        | 2     | 1     | 4     | 1     | 0     | 15    | 0        | .224  | .264     | .269     | .533  |
| 1976     | NYY      | 13    | 34    | 32    | 2     | 7     | 1        | 0        | 0        | 8     | 1     | 0     | 0        | 0     | 0     | 2     | 0     | 0     | 7     | 0        | .219  | .265     | .250     | .515  |
| '76計    | NYY      | 56    | 108   | 99    | 11    | 22    | 4        | 0        | 0        | 26    | 9     | 0     | 0        | 2     | 1     | 6     | 1     | 0     | 22    | 0        | .222  | .264     | .263     | .527  |
| 1977     | NYY      | 1     | 5     | 5     | 1     | 3     | 0        | 0        | 0        | 3     | 2     | 0     | 0        | 0     | 0     | 0     | 0     | 0     | 0     | 0        | .600  | .600     | .600     | 1.200 |
| 1978     | 日本ハム | 108   | 374   | 354   | 40    | 85    | 24       | 2        | 8        | 137   | 38    | 4     | 4        | 0     | 2     | 15    | 1     | 3     | 54    | 6        | .240  | .275     | .387     | .662  |
| MLB：5年 | MLB：5年 | 292   | 661   | 595   | 76    | 163   | 24       | 4        | 9        | 222   | 66    | 13    | 7        | 5     | 4     | 55    | 6     | 2     | 87    | 9        | .274  | .335     | .373     | .708  |
| NPB：1年 | NPB：1年 | 108   | 374   | 354   | 40    | 85    | 24       | 2        | 8        | 137   | 38    | 4     | 4        | 0     | 2     | 15    | 1     | 3     | 54    | 6        | .240  | .275     | .387     | .662  |

### 記録
- 初出場・初先発出場：1978年4月7日、対阪急ブレーブス前期1回戦（後楽園球場）、2番・指名打者で先発出場、5打数1安打
- 初本塁打：1978年4月23日、対近鉄バファローズ前期7回戦（後楽園球場）、1回裏に太田幸司から満塁本塁打

### 背番号
- 27 （1973年）
- 5 （1973年途中 - 1974年）
- 32 （1974年途中 - 1976年）
- 46 （1976年途中 - 1977年）
- 30 （1978年）